# Reliquaire de Potentinus
Le reliquaire de Potentinus est un reliquaire contenant les restes de saint Potentinus, datant du XIIIe siècle, provenant de la basilique de l'abbaye de Steinfeld en Allemagne. Il se trouve aujourd'hui dans  la collection du département des objets d'art du musée du Louvre, à Paris. 

## Historique
Le reliquaire de Potentinus provient de la région de Trèves, et date d'une période comprise entre 1220 et 1240. Il rassemble les reliques de Potentinus, un saint d'origine française du IVe siècle, ainsi que celles de ses deux fils, Félicius et Simplicius. C'est vers 920 que le comte Sibodo von Hochstaden fait transférer les ossements de saint Potentin et ses fils de Treis-Karden, où ils se trouvaient, à Steinfeld (Kall), village où il veut fonder un monastère. Ce sont les moines de l'ordre de Prémontré qui commandent le magnifique reliquaire pour le saint, à qui la basilique de leur monastère était également dédiée. 
L'abbaye de Steinfeld est dissoute en 1802, et le reliquaire ramené en France par les troupes napoléoniennes. Depuis 1828, il se trouve au Louvre.

## Description
Le reliquaire est fait de cuivre plaqué or. Pour le concevoir, des techniques alors modernes pour l'époque ont été utilisées, comme le soufflage, le travail en filigrane, la gravure ou le travail de l'émail. 

L’œuvre d'art présente les douze apôtres sur les bords, et sur le toit à double-pente, des médaillons encadrent les bustes de prophètes. Sur une extrémité, Jésus est représenté au milieu, entouré de Marie et d'Augustin d'Hippone ; et sur l'autre, ce sont Potentinus et ses fils Félicius et Simplicius qui peuvent être vus. Tous les personnages se tiennent sous des arches et sont encadrés par des colonnes. 

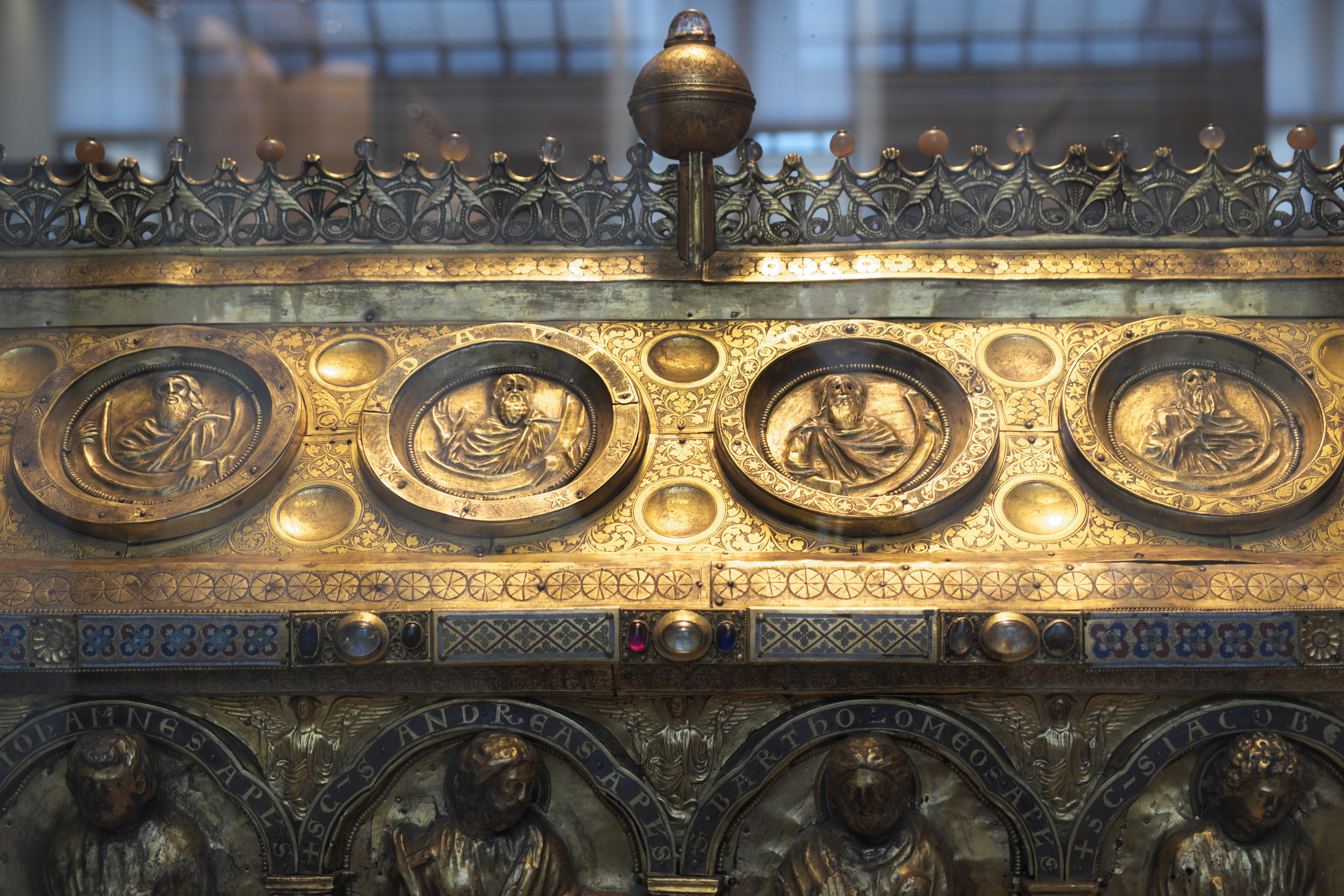
Le toit du reliquaire, détail.
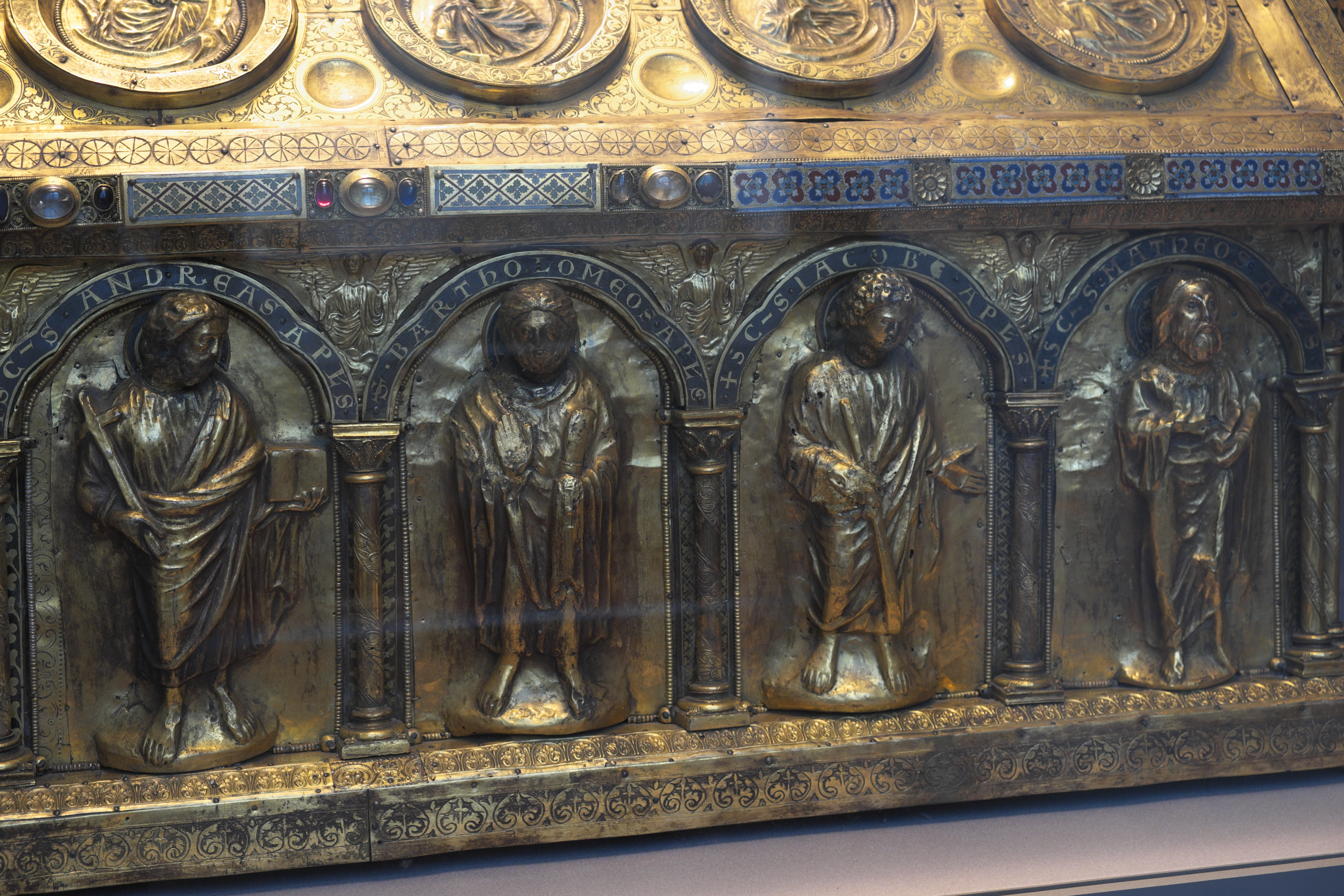
Quatre des douze apôtres, détail.
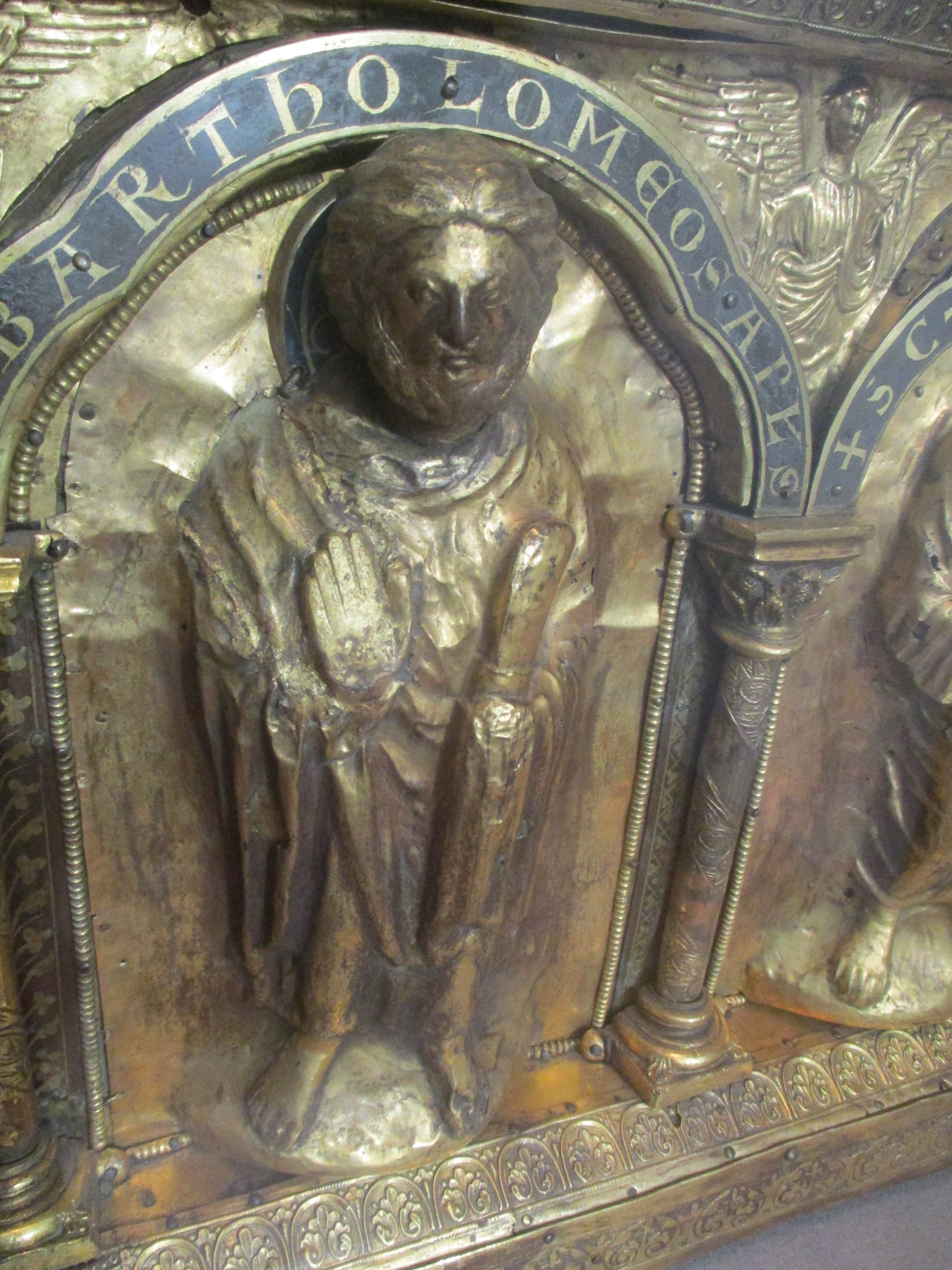
Détail, Saint-Barthélémy.
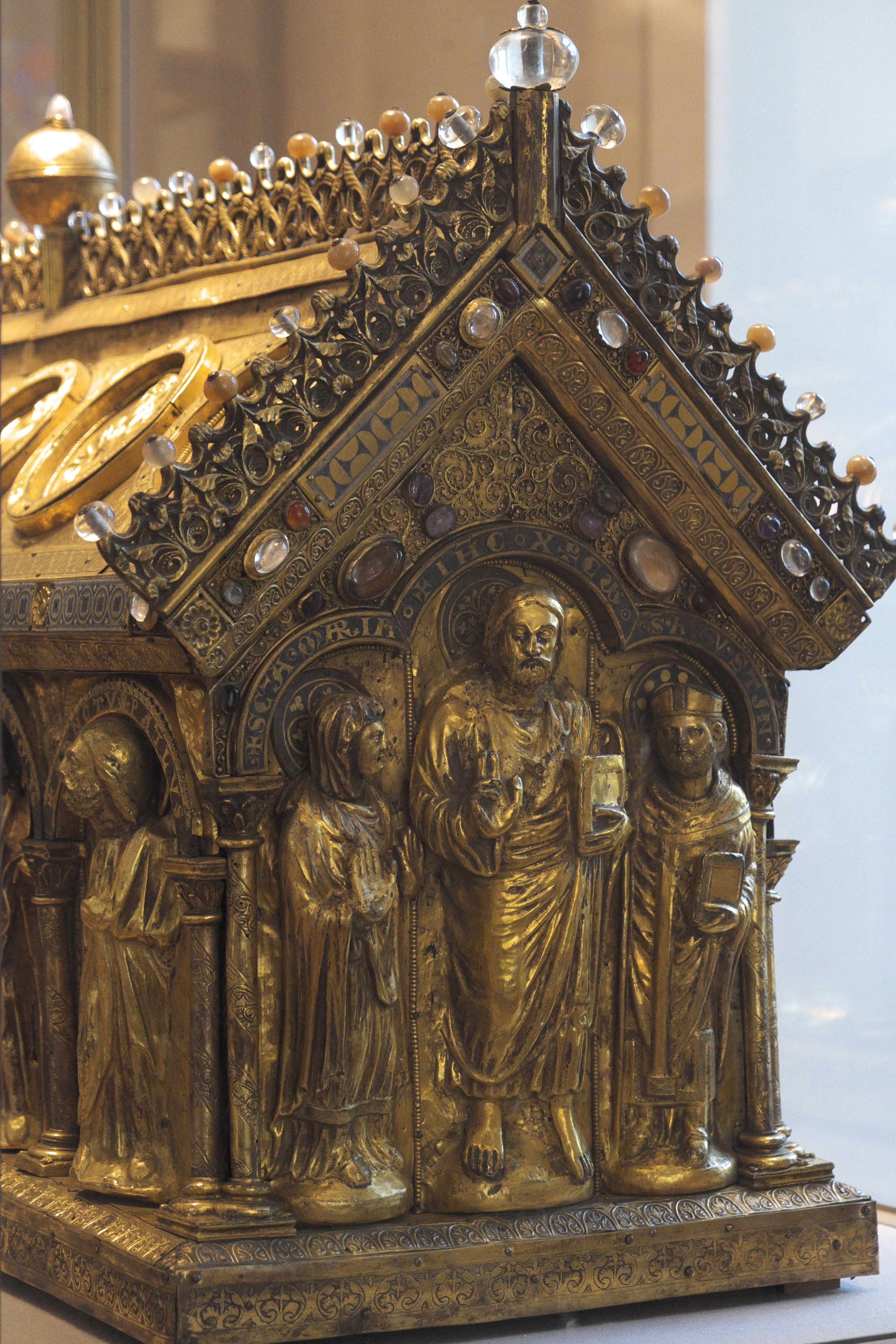
Extrémité avec Marie, Jésus et Augustin d'Hippone (dans l'ordre).
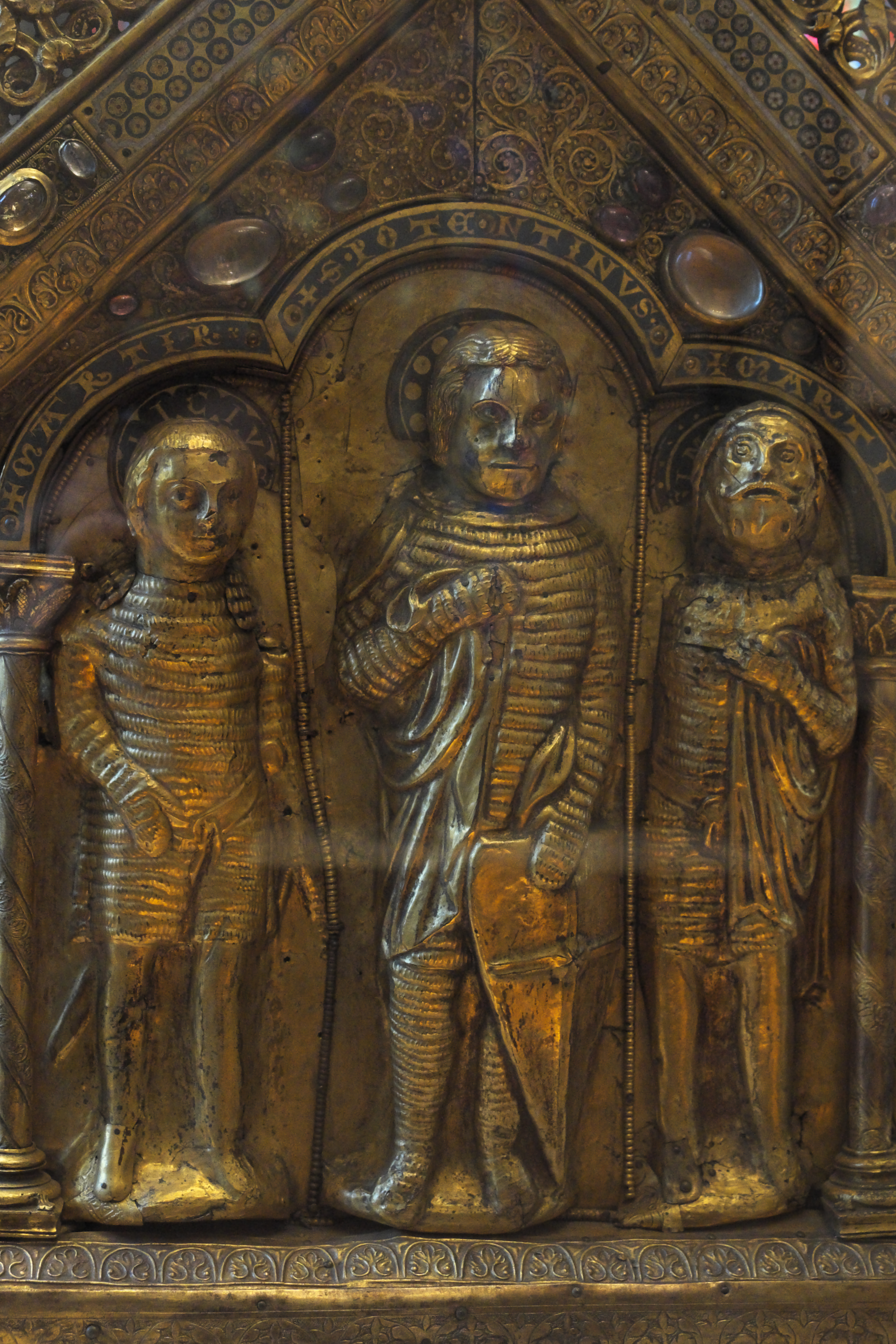
Extrémité, Potentinus (au centre) et ses fils Félicius et Simplicius.

## Source
- (de) Cet article est partiellement ou en totalité issu de l’article de Wikipédia en allemand intitulé « Potentinusschrein » (voir la liste des auteurs).